# Кардозу, Фабиу
Фа́биу Рафаэ́л Родри́геш Кардо́зу (порт. Fábio Rafael Rodrigues Cardoso; 19 апреля 1994, Агеда) — португальский футболист, защитник клуба «Порту», выступающий на правах аренды за клуб «Аль-Айн».

## Клубная карьера
Родился 19 апреля 1994 года в городе Агеда. Начинал заниматься футболом в команде из родного города, а в 2005 попал в академию «Бенфики». 11 августа 2012 года он дебютировал за «Бенфику Б» в матче Сегунды-Лиги против «Браги Б» и провел там три сезона, приняв участие в 55 матчах чемпионата, но в первой команде так и не дебютировал.
В январе 2015 года Кардозу был отдан в аренду португальскому клубу высшего дивизиона «Пасуш де Феррейра», где провел полтора года, после чего в июле 2016 года на правах свободного перешел в «Виторию» (Сетубал), подписав четырехлетний контракт.
Своей игрой за последнюю команду привлек внимание представителей тренерского штаба шотландского клуба «Рейнджерс», в состав которого присоединился в июле 2017 года за 1,3 миллиона фунтов стерлингов. В команде из Глазго начинал как основной игрок под руководством своего соотечественника Педру Кайшиньи, но после его увольнения в октябре потерял место и по завершении сезона досрочно расторг соглашение по соглашению сторон.
В течение 2018—2021 годов защищал цвета клуба «Санта-Клара». В общей сложности он провел 97 игр и забил 11 голов, а также был капитаном команды.
1 июля 2021 года Кардозу подписал пятилетний контракт с «Порту». Его первый сезон завершился получением «золотого дубля», хотя он сыграл менее половины матчей чемпионата и не был использован в финале Кубка против «Тонделы». В следующем году Кардозу продолжил оставаться игроком второго эшелона, выиграв с командой еще один национальный кубок, а также Кубок лиги. По состоянию на 11 августа 2023 года отыграл за клуб из Порту 31 матч в национальном чемпионате.

## Карьера в сборной
В 2009 году дебютировал в составе юношеской сборной Португалии (U-15), после чего выступал за юношеские сборные других возрастов. С командой до 19 лет участвовал в юношеском чемпионате Европы 2013, где дошел до полуфинала, а с командой до 20 лет следующего года сыграл на Турнире в Тулоне, заняв третье место. В общей сложности на юношеском уровне принял участие в 31 играх.